# Juan de Glogovia

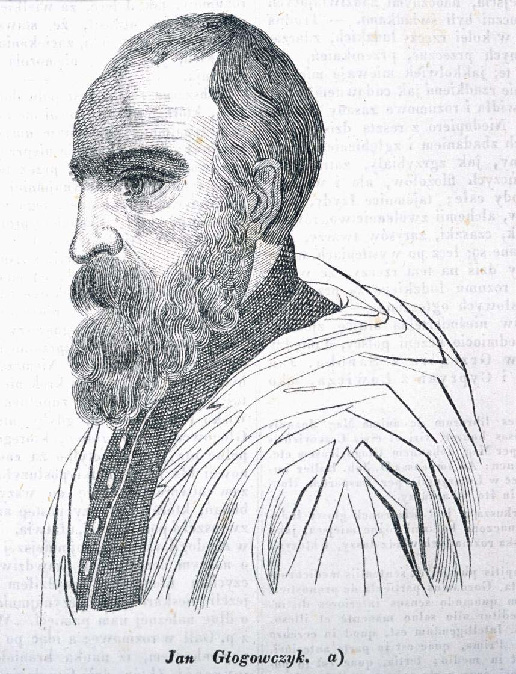
Juan de Glogovia

Hubo otro Juan de Glogau que murió en 1377
Juan de Glogovia (en polaco: Jan z Głogowa, Jan Głogowczyk; en alemán: Johann von Schelling von Glogau) (alrededor de 1445 – 11 de febrero de 1507) fue un humanista que vivió entre el final de la Edad Media y el inicio del Renacimiento. Fue filósofo, geógrafo y astrónomo en la Academia de Cracovia.

## Vida
Juan pertenecía a la familia Schelling de Glogovia (en alemán, Glogau) en el Ducado de Glogovia de la Baja Silesia, que desde 1331 había pertenecido a Bohemia y por consiguiente, al Sacro Imperio Romano Germánico. Firmó como Johannes Glogoviensis, Glogerus, de Glogovia y Glogowita; pero aunque pudo haber sido de origen germánico, nunca utilizó el apellido «Schelling».

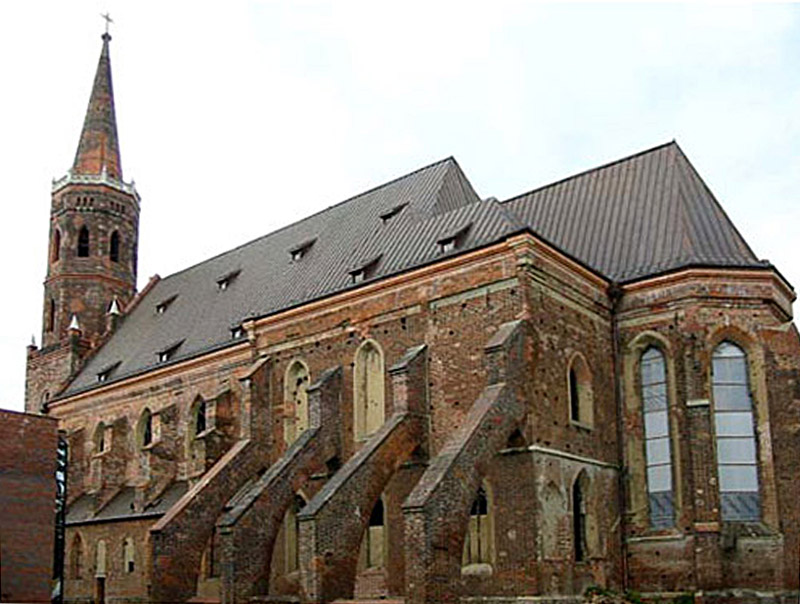
Colegiata, Glogovia

Comenzó su educación en una escuela local en la Iglesia de la Asunción. Como miembro de una familia burguesa acomodada, pudo continuar su educación en una de las mejores universidades de esa región de Europa, la Academia de Cracovia.  Empezó sus estudios en 1463, a la edad de 16 años (la primera fecha documentada de su vida). Después de tres años obtuvo el título de bachiller y tras otros dos, su licenciatura. En 1468 recibió el título de Magister Artium, el equivalente de doctor en Filosofía. Ese fue el inicio de una carrera académica de más de cuarenta años.  Con posterioridad obtendría el título de bachiller en teología.
Juan de Glogovia era partidario del tomismo de Colonia, una escuela filosófica que defendía el legado de Tomás de Aquino. Al mismo tiempo que se alineaba en algunas cuestiones con las ideas tomistas, en otras tomaba partido por San Alberto Magno.

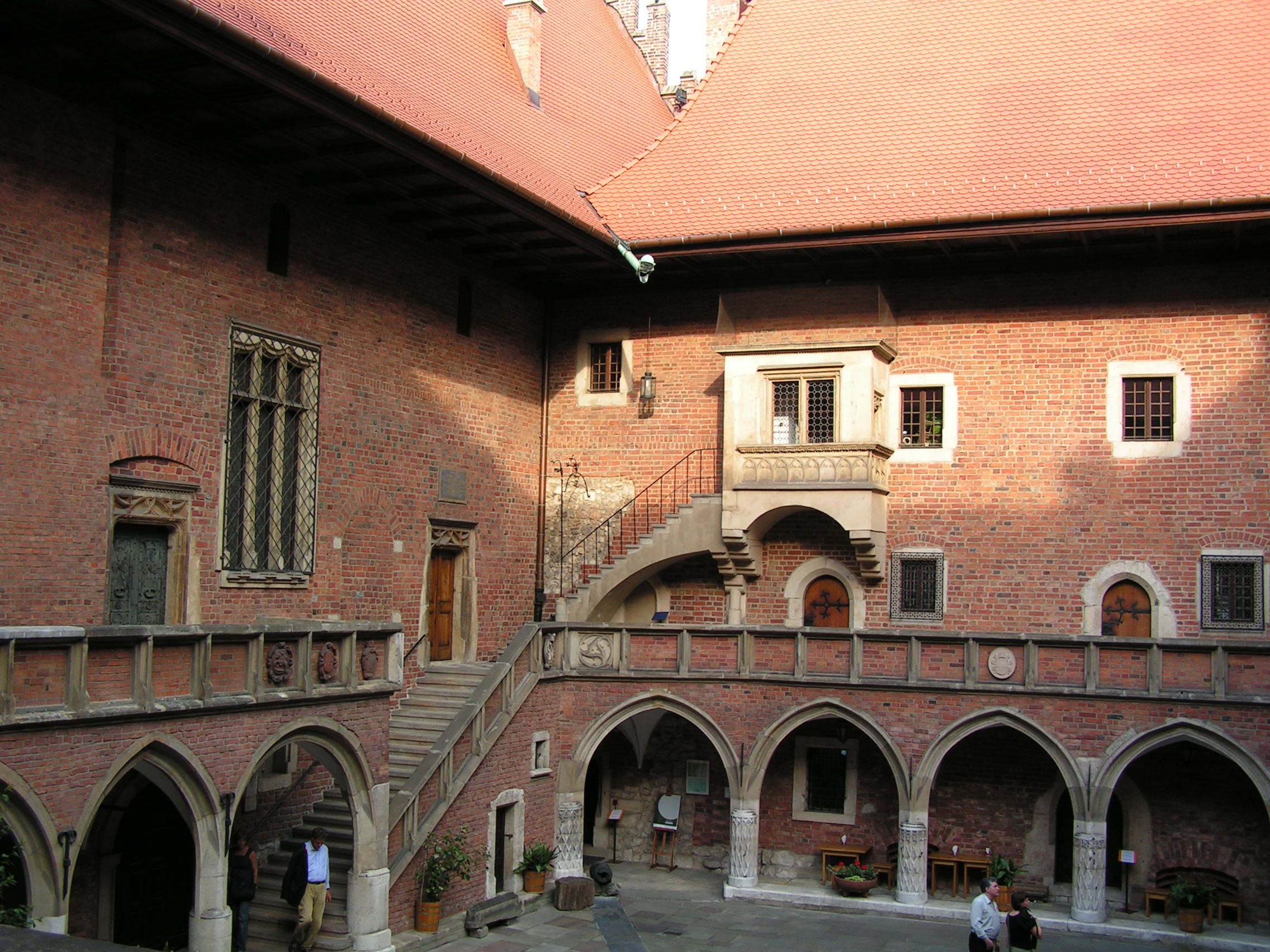
Collegium Maius, Cracovia.

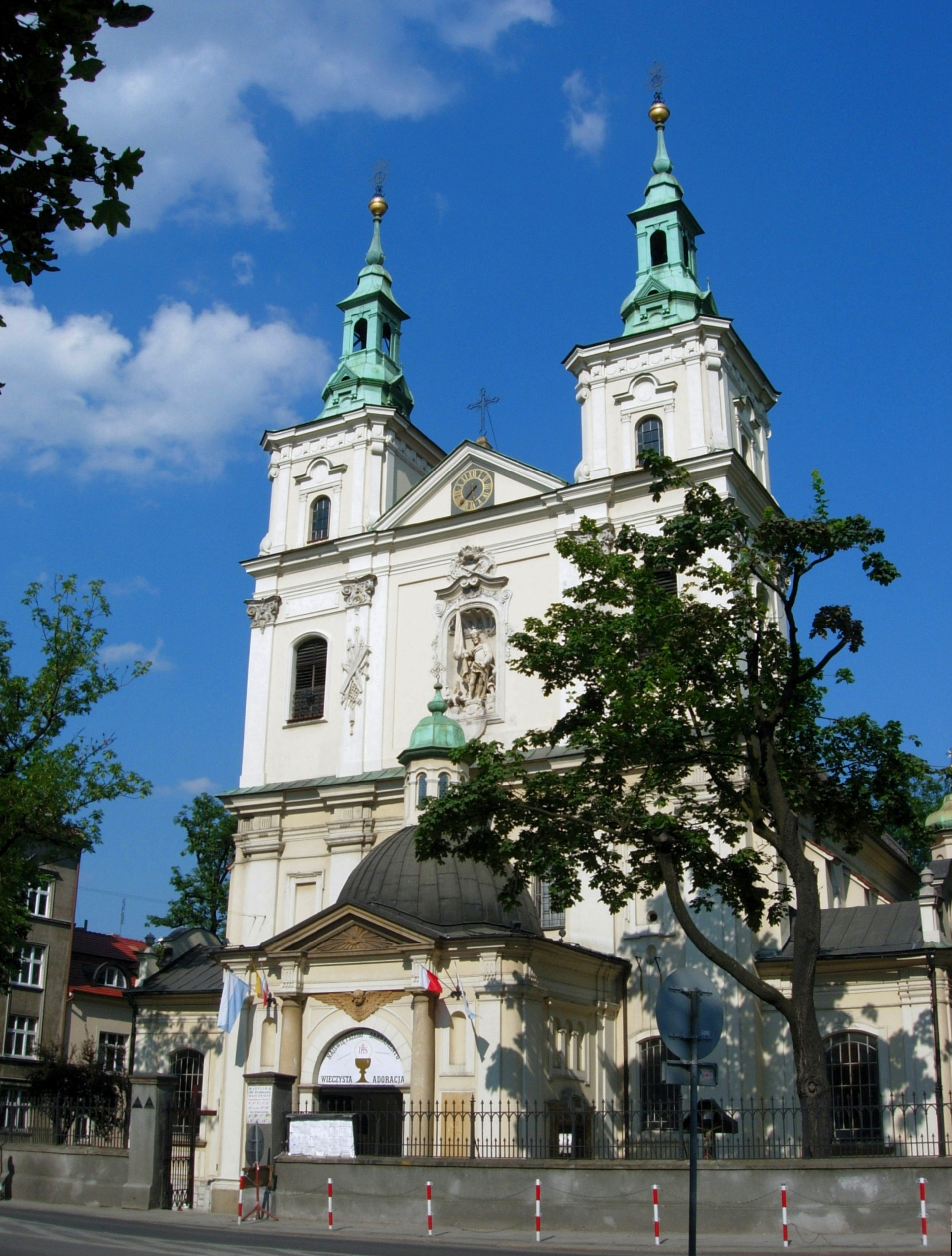
Iglesia de San Florián, Cracovia.

Desde 1468 Juan dio clases de las siete artes liberales en el Departamento de Artes de la Academia de Cracovia. Sus grandes pasiones fueron la gramática, la lógica aristotélica, la física, la fisiología, y la astronomía. En 1478 y 1489–90 fue decano del departamento de artes. Escribió manuales que cubrían todo el conocimiento filosófico de la época. Su numerosa producción incluye obras de gramática, lógica, filosofía, geografía, astronomía y astrología.  Ganó fama en este último campo con sus «pronósticos»; en uno de ellos, predijo la llegada de un «monje negro» que conmovería a la cristiandad. Con posterioridad se ha identificado al monje con el agustino Martin Lutero.

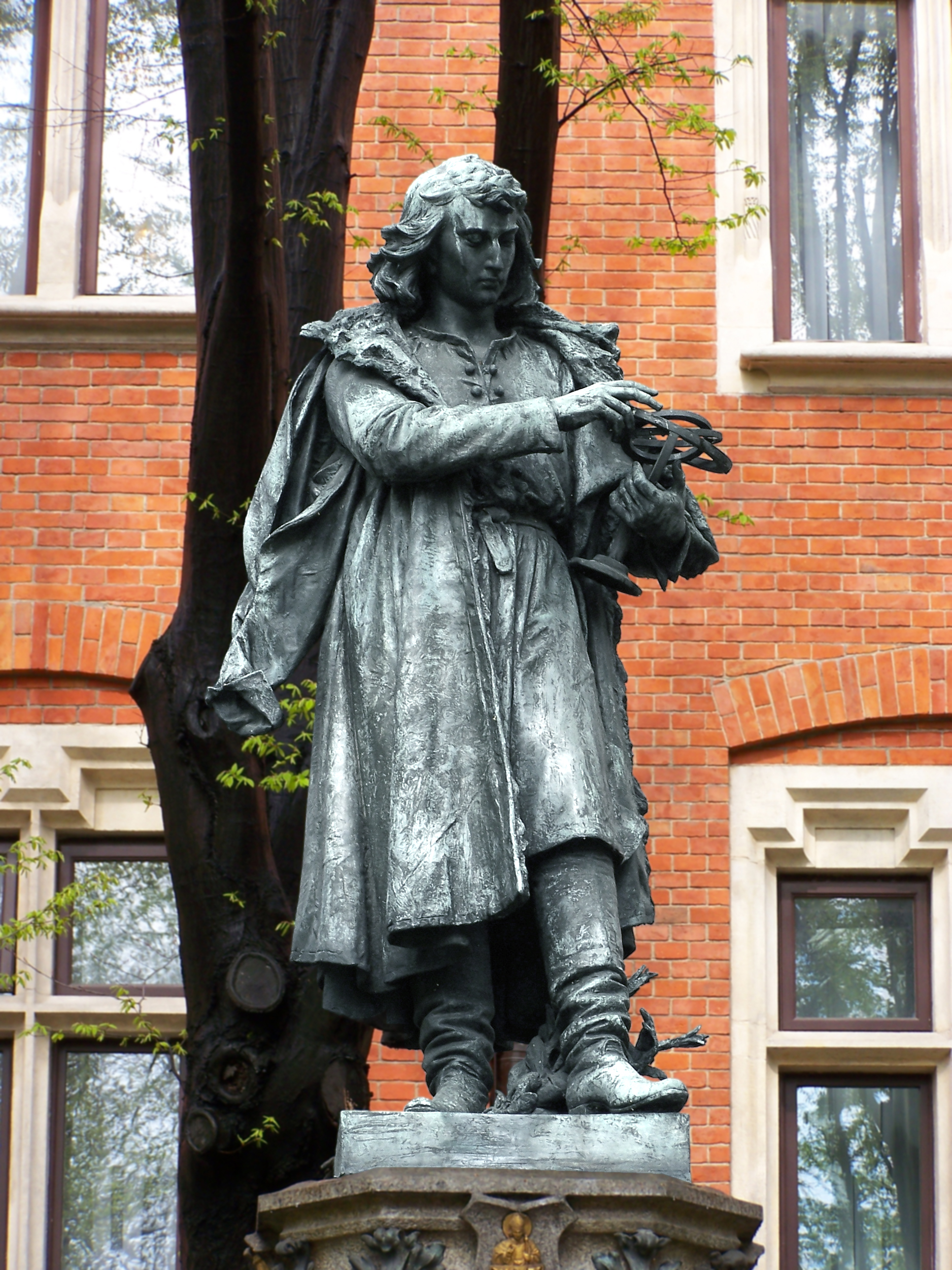
Estatua de Copérnico (frente al Collegium Novum)

Juan de Glogovia  escribió un libro titulado Introductio in artem numerandi (Latín: Introducción al arte de numerar; 1497). Escribió comentarios a la Cosmografía de Ptolomeo.  Se cree que fue uno de los maestros de Nicolás Copérnico, quien comenzó a estudiar en la Academia de Cracovia en 1491.
Autor de más de 60 volúmenes, principalmente de astronomía y astrología. Su gramática se utilizó en las escuelas de Cracovia durante más de un siglo. Se considera que fue el primero en comentar en Polonia el descubrimiento de América.
Las obras de Juan de Glogovia muestran escasa originalidad, pero su erudición era impresionante.
Durante sus dos primeros años dando clases en la Academia de Cracovia obtuvo la entrada al Collegium Minus (Colegio Menor) y desde 1484 fue miembro del Collegium Maius (Colegio Mayor). La membresía implicaba una vida semimonástica y la obligación de observar un régimen especialmente austero.  Dedicó sus ganancias a obras de caridad.
Se tomó un especial interés en los estudiantes de su Silesia natal, construyendo y llevando un dormitorio para ellos. Entre 1433 y 1510, 120 estudiosos de Glogovia se matricularon en Cracovia, uno de los mayores grupos, junto con los provenientes de Breslavia.
Juan de Glogovia, «ornamento de la Universidad de Cracovia», murió en Cracovia el 11 de febrero de 1507 y fue enterrado en la iglesia de San Florián.